# アリュティーク語
アリュティーク語（アリュティークご、英: Alutiiq language）は、アラスカ西部と南西部で話されているユピック語の一つ。中央アラスカ・ユピック語とは別の言語と見なされている。 
以下の2つの主要な方言がある;
- コニアッグ方言：アラスカ半島の根元とコディアック島で話されている。1964年の地震の前にはアフォグナック島（英語版）でも話されていた。
- チュガチ（英語版）方言：ケナイ半島とプリンス・ウィリアム湾で話される。

4,000人以上いるアリュティーク人のうちアリュティーク語を話すのは200人しかいない。しかし現在、アリュティーク人のコミュニティではアリュティーク語を再び使用する運動がある。2010年、コディアックの高校では、生徒からの要請に応え、アリュティーク語を教えることとなった。コディアック方言の話者は約50人しかおらず、全員が高齢者であり、方言が完全に失われる危険があった。

## 音韻

### 子音
|               |               | 唇音 | 歯茎音 | 硬口蓋音 | 軟口蓋音 | 軟口蓋音 | 口蓋垂音 | 口蓋垂音 |
| 常音          | 唇音化        | 唇音 | 歯茎音 | 硬口蓋音 | 常音     | 唇音化   |          |          |
| ------------- | ------------- | ---- | ------ | -------- | -------- | -------- | -------- | -------- |
| 鼻音          | 無声          | m̥    | n̥      |          | ŋ̊        |          |          |          |
| 鼻音          | 有声          | m    | n      |          | ŋ        |          |          |          |
| 閉鎖音/破擦音 | 閉鎖音/破擦音 | p    | t      | t͡ʃ       | k        | [kʷ]     | q        |          |
| 摩擦音        | 無声          | f    | s      |          | x        | [xʷ]     | χ        | [χʷ]     |
| 摩擦音        | 有声          |      |        |          | ɣ        | [ɣʷ]     | ʁ        | [ʁʷ]     |
| 摩擦音        | 側面音        |      | ɬ      |          |          |          |          |          |
| 接近音        | 接近音        |      | l      | j        |          | w        |          |          |

1. ↑  A /χʷ/ の音が時々現れ、urと書かれるか、音節末尾のrw（/ʁʷ/）の音として現れるか、/q/のような子音の後に/ʁʷ/の異音として現れる。
2. ↑  [w] は、音節末尾などでの /ɣʷ/の異音である。

子音は二重音になる場合があり、重複子音になるこもある（ 例：kk[kː])。その他/ɾ~r, lʲ, rʲ/ などの子音は借用語にのみ見られる。

### 母音
|          | 前舌 | 中舌 | 後舌 |
| -------- | ---- | ---- | ---- |
| 狭母音   | i    |      | u    |
| 中央母音 |      | ə    |      |
| 広母音   |      | a    |      |

/ə/を除くすべての母音は、母音の長さで区別される完全母音である。/ə/は長音化や母音連結することはないが、他の子音の隣では//ə̥/として無声化される傾向にある。